# Fontanella del leone (Nápoly)

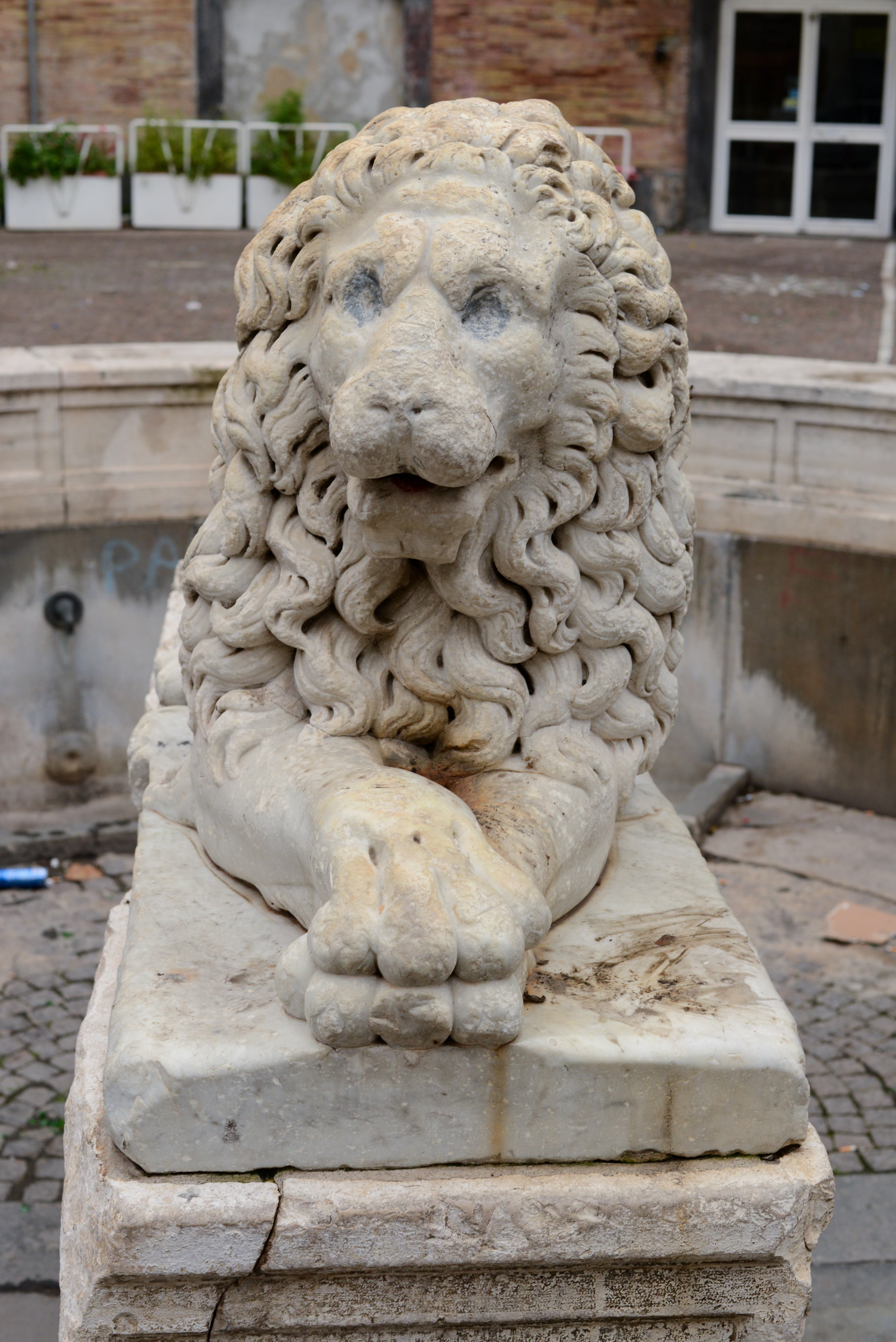

A Fontanella del leone (magyarul Az oroszlán kútja, Piazzetta del Leone a Mergellina) egy nápolyi díszkút. Építésének körülményei ismeretlenek. Félkör alakú medencéjét egy márványból faragott oroszlánszobor díszíti.